# Jorge Beauchef
Jorge Beauchef (1787, Le-Puy-en-Velay ou 22 avril 1785 à Lyon - 10 juin 1840, Santiago, Chili) est un colonel français des guerres napoléoniennes. Il est surtout connu en Amérique latine pour sa participation à la guerre d'indépendance du Chili où il gagne de nombreuses batailles (bataille de Maipú, prise de Valdivia etc). Cette première bataille, l'une des plus célèbres, assure l'indépendance du Chili, mettant fin à la domination espagnole continue depuis 1536.
Pionnier de la Marine chilienne, il s'illustre sous les ordres du célèbre mercenaire britannique Lord Cochrane. Il remporte avec lui la bataille de Valdivia, et pour laquelle ils sont tous les deux décorés.
Il a notamment été gouverneur de Lima (il participe dans une moindre mesure à la guerre d'indépendance du Pérou en commandant une expédition pour aider José de San Martín, héros national notamment de l'Argentine et du Pérou).
En son honneur, une rue du centre-ville de Santiago a été renommée « rue Beauchef ». À cet endroit se trouvent les principaux bâtiments de la Faculté des sciences physiques et mathématiques de l’Université du Chili qui s’appellent « Campus Beauchef ». En 1970, une statue de Beauchef est érigée à Valdivia, à la suite de sa plus grande victoire, la prise de Valdivia en 1820.
Une série intitulée « La huella de Beauchef » (en français : « L'empreinte de Beauchef ») de 6 épisodes d'1 heure sort sur lui en 2006. Ses mémoires de guerre ont été plusieurs fois réédités aux XXe et XXIe siècles principalement en espagnol et en anglais mais aussi un peu en français.

## Carrière en France
Il est né en 1787 au Puy-en-Velay. À l’âge de 18 ans, il entre dans la marine française. Il est de la guerre de la troisième coalition où il participe à la victoire décisive d'Austerlitz de Napoléon. Il participe ensuite aux célèbres victoires de Napoléon à Iéna et Friedland. Il se bat ensuite en 1808 en Espagne. Sergent du 4e régiment de hussards de la Garde impériale, il fait la campagne de Russie en 1812. En 1808, il est fait prisonnier dès la première année de la guerre d'indépendance d'Espagne (1808-1814). Il reste 13 mois prisonnier dans un ponton mais réussit à s'échapper sur un bateau britannique qui, bien que navire ennemi - le Royaume-Uni est en guerre contre la France et finance les armées européennes -, le dépose à Malte,.

## Carrière au Chili
Apres une longue carrière dans la Grande Armée de Napoléon, il refuse de servir la monarchie des Bourbons. Il décide de partir aux États-Unis où il est invité à se joindre aux patriotes sud-américains dans l'Armée des Andes et arrive a New York. Il arrive à Mendoza en Argentine où il rejoint l'armée de José de San Martín. Jouissant du prestige de cavalier vétéran des guerres napoléoniennes, il integre l'Académie militaire du Chili.
Il n'arrive pas à temps pour la légendaire traversée de l'armée des Andes, considérée comme l'un des plus grands événements historiques argentins, ainsi que comme l'un des plus grands exploits de l'histoire militaire universelle,,,,,, ni pour la décisive bataille de Chacabuco.
Quand il arrive au Chili, il commence rapidement à participer à l'engagement contre les royalistes: d'abord au siège de Talcahuano (1817), sous les ordres du général français Michel Silvestre Brayer (connu sous le nom de « Miguel Brayer » en Amérique latine), où il perd un bras dans l’assaut de la position royaliste. Il y est commandant en second du régiment no 1 de ligne, dans la colonne du général Juan Gregorio de Las Heras. Ensuite, il se bat à la surprise de Cancha Rayada,
Et ensuite dans la victoire décisive des patriotes à la bataille de Maipú (1818). Cette bataille, l'une des plus célèbres assure l'indépendance du Chili, mettant fin à plusieurs siècles de domination espagnole dans cette région (depuis 1536).
Il dirige un bataillon dans la deuxième campagne du sud du Chili et participe à la bataille de Bío Bío, se concluant par 20 morts chez les patriotes contre 500 chez les royalistes.

### Dans la toute nouvelle marine chilienne sous Lord Cochrane
Promu major, il rejoint en 1819 la nouvelle Marine chilienne sous le commandement du célèbre mercenaire britannique Lord Cochrane. Après une nouvelle tentative manquée sur la baie fortifiée de Corral, notamment la ville de Callao début octobre 1819, Thomas Cochrane avec Jorge Beauchef, s'attaqua à Valdivia. Cette bataille assure à Beauchef la célébrité.
Arrivé le 18 janvier, avec Beauchef, arborant un pavillon espagnol pour ne pas éveiller les soupçons, Lord Cochrane fit une reconnaissance de la baie puis captura trois jours plus tard le brick amenant la solde de la garnison pour un butin de 40 000 $. Dans la nuit du 3 au 4 février 1820, Cochrane et Beauchef débarquèrent avec un commando de 250 hommes et prit d'assaut les forts de la ville, considérés comme les plus puissants du continent. Il employa une tactique similaire à celle d'Henry Morgan lorsqu'il captura Portobelo en 1668. La garnison, forte de 2 000 hommes, résista d'abord mais paniqua à l'arrivée de la O'Higgins et s'enfuit, laissant derrière elle une centaine de morts tandis que Cochrane ne perdit que sept hommes. Le raid s'empara de cent-vingt-huit canons et 10 000 boulets, cinquante tonnes de poudre et 170 000 cartouches. Le gouvernement chilien en apprenant la nouvelle de la prise de la ville considéra que Thomas Cochrane et ses hommes avaient bien mérité de la patrie. Tous reçurent une médaille,,.
Beauchef reste ensuite à Valdivia pour chasser les royalistes restants alors que Thomas Cochrane navigue plus au sud vers l'île de Chiloé. Beauchef quitte alors Valdivia pour expulser les royalistes d'Osorno.
Il remporte la bataille de El Toro, où il écrase des forces royalistes deux fois plus nombreuses.
Il est nommé gouverneur de Valdivia, poste qu’il occupe jusqu’en 1822. Quand il quitta son poste de gouverneur, il y a un soulèvement de vieux royalistes, obéissant au roi d’Espagne. Beauchef lui-même, à la tête de 500 hommes, mène une campagne. Vainqueur, le Chili reprend la ville quelques semaines plus tard.

### Entre le Pérou et le Chili
Il épouse en 1822 un Chilienne Teresa Manso de Velasco y Rojas, avec qui il aura cinq enfants, dont l'homme politique Manuel Beauchef qui sera député et sénateur et Jorge Beauchef Manso de Velasco.
En 1823, déjà colonel, il commande une expédition en renfort de José de San Martín de l'armée du Pérou. Là, il sert comme gouverneur de Lima pour un court laps de temps. De retour au Chili, il participe à l'expédition de 1824 sur l'île de Chiloé, où il est défait à la bataille de Mocopulli (en). Chiloé ne sera intégré au Chili qu'après l'expédition de 1826 de Ramón Freire.

### Batailles contre les derniers royalistes
En 1827, sous les ordres du général chilien Manuel Bulnes, il franchit la cordillère des Andes et bat les frères Pincheira à la bataille d'Epulafquén, mais les hors-la-loi s'échappent. Le gang est en fuite jusqu'en 1832, lorsque Jose Antonio Pincheira signe la reddition au nom du roi d'Espagne.

### Fin de vie
En 1828, Beauchef quitte l'armée et trois ans plus tard, en 1831, il se rend en France avec sa femme où il reste deux ans pour rendre visite à sa famille et ses amis. Il retourne ensuite au Chili.
Il se consacre à l’écriture de ses mémoires de guerre. Ceux-ci n’ont pas été publiés du vivant de leur auteur, mais ont ensuite été utilisés par Diego Barros Arana, considéré comme le plus important historien chilien du XIXe siècle, pour éditer la première « Histoire du Chili du XIXe siècle », son œuvre la plus importante. Ses mémoires de guerre ont été plusieurs fois réédités aux XXe siècle et XXIe siècles principalement en espagnol et en anglais mais aussi un peu en français.
Il meurt à Santiago le 10 juin 1840, à l’âge de 53 ans, à son domicile de la rue Merced avec Miraflores.

## Hommage
En son honneur, la rue a été renommée « rue Beauchef » dans le centre-ville de Santiago. À cet endroit se trouvent les principaux bâtiments de la Faculté des sciences physiques et mathématiques de l’Université du Chili qui s’appellent « Campus Beauchef ».
En 1970, une statue est érigée en son honneur à Valdivia, à la suite de sa plus grande victoire, la prise de Valdivia en 1820.

## Dans la culture populaire
Une série intitulée « La huella de Beauchef » (en français : « L'empreinte de Beauchef ») de 6 épisodes d'1 heure sort sur lui en 2006.

## Récapitulatif non exhaustif de ses batailles au Chili
- Siège de Talcahuano (1817)
- Bataille de Maipú (1818)
- Bataille de Cancha Rayada (1818)
- Bataille de Bío Bío (1819)
- Prise de Valdivia (1820)
- Bataille de El Toro (1820)
- Bataille de Mocopulli (1824)
- Bataille d'Epulafquén (1827)